# Esko Prag

Logo der Esko

Die Esko Prag (auch tschechisch linky S – „S-Linien“; im deutschen Sprachraum teilweise als S-Bahn Prag bezeichnet) ist ein schienengebundener Verkehrsträger des öffentlichen Personennahverkehrs in Prag und im Ballungsraum Prag-Region Mittelböhmen. Sie wird seit dem Fahrplanwechsel am 9. Dezember 2007 von den Tschechischen Bahnen (ČD) betrieben. Ausnahme ist die Linie S34, die von „KŽC Doprava“ mit historischem Wagenmaterial betrieben wird. Die Linien sind mit dem Buchstaben „S“ gekennzeichnet. Zusätzlich gibt es in das Netz integrierte Schnellzüge (tschechisch Rychlík, abgekürzt „R“) und Eilzüge (tschechisch Spěšný vlak, abgekürzt „Sp“), die nur an wichtigen Stationen halten und mit dem Linien-Buchstaben „R“ gekennzeichnet sind. Das System entspricht teilweise den in deutschsprachigen Ländern üblichen S-Bahn-Systemen. Über den Verkehrsverbund PID (Pražská integrovaná doprava) besteht ein gemeinsamer Tarif mit dem Verkehrsbetrieb der Hauptstadt Prag sowie den Regionalbussen ins Prager Umland. Einige Strecken bzw. Linien sind nicht elektrifiziert.
33 Linien (davon 4 Schnellverbindungen) fahren im 933 km langen Streckennetz insgesamt 295 Stationen an, davon befinden sich 44 in Prag. Täglich sind mehr als 110.000 Fahrgäste mit der Esko unterwegs.

## Linien

Liniennetz 2025

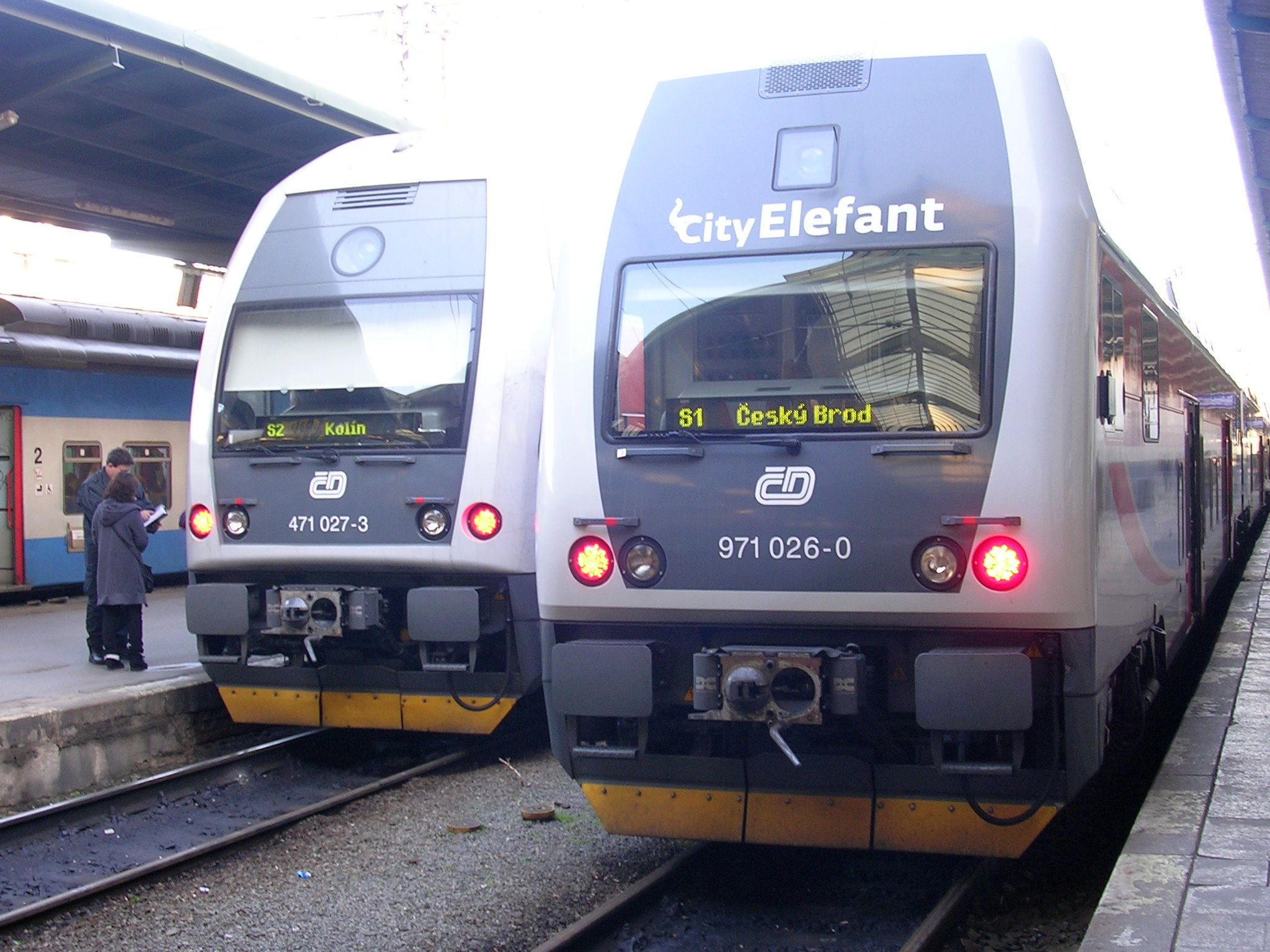
Züge der S1 und S2 in Praha Masarykovo nádraží

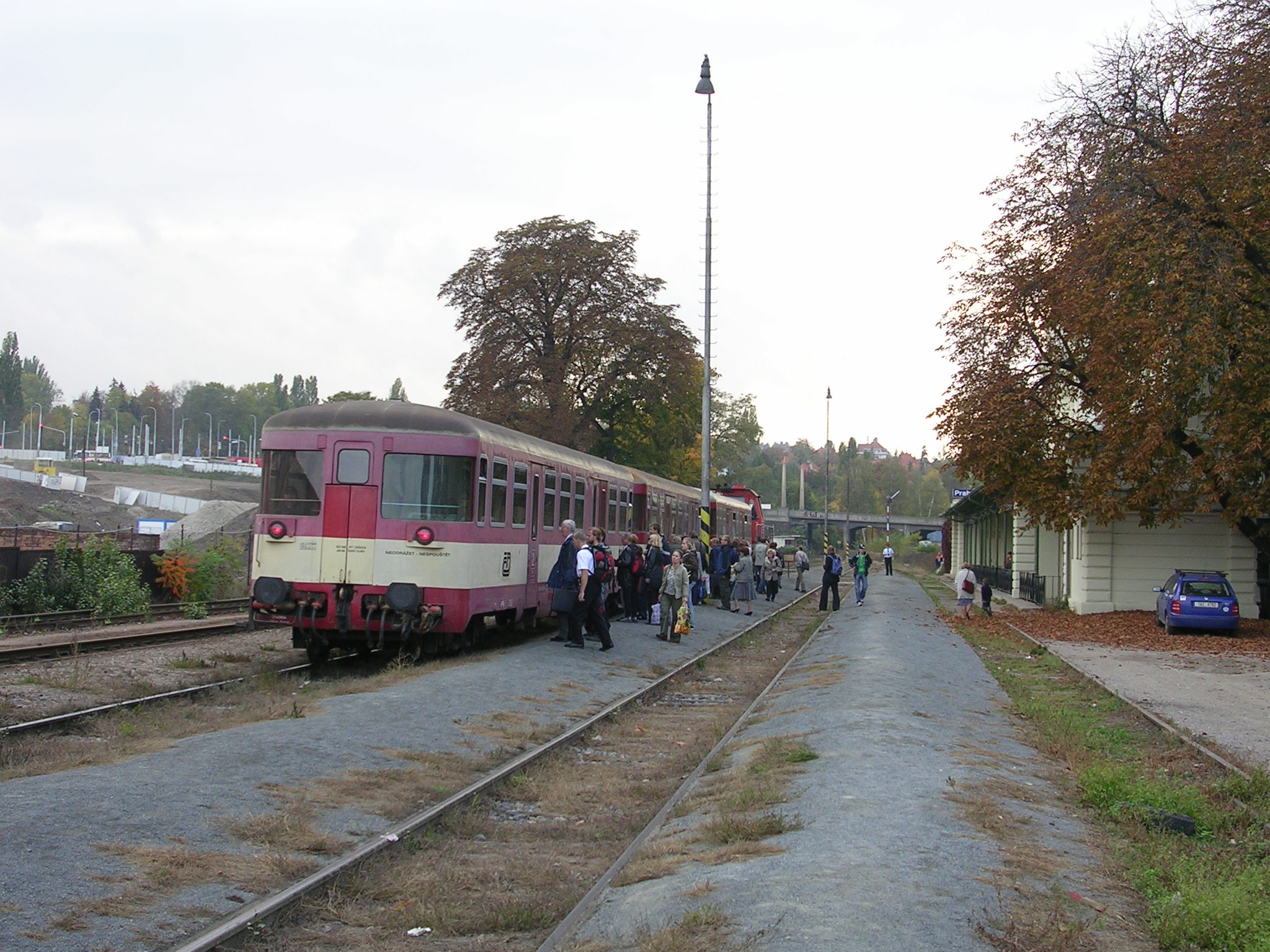
Zug der S5 in Praha-Dejvice, 2008

| Linie     | Strecke | Länge /km | Stationen | Betriebszeiten | Takt HVZ             | Takt NVZ             | Takt Wochenende        | Bemerkungen |
| --------- | --- | --------- | --------- | -------------- | -------------------- | -------------------- | ---------------------- | --- |
| S1        | Praha Masarykovo nádraží – Praha-Libeň – Český Brod (– Poříčany – Kolín)                                                | 62        | 19        | täglich        | 30 min.              | 30 min. (60 min.)    | 30 min. (60 min.)      | Verstärkung in der HVZ durch die Linie S7 (alle 15 min. auf gemeinsamen Abschnitt)                                                                                            |
| S11       | Pečky – Kouřim | 17        | 11        | täglich        | 60 min.              | 120 min.             | 120 min.               | |
| S12       | Poříčany – Nymburk | 15        | 6         | täglich        | 30 min.              | 60 min.              | 60 min.                | |
| S15       | Kolín – Velký Osek – Chlumec nad Cidlinou                                                                               | 32        | 8         | täglich        | 3 mal täglich        | 3 mal täglich        | 3 mal täglich          | |
| S18       | Kolín – Bečváry – Ledečko – Sázava                                                                                      | 45        | 20        | täglich        | 60 min.              | 120 min.             | 120 min.               | |
| S2        | Praha Masarykovo nádraží – Praha-Vysočany – Lysá nad Labem – Nymburk hl.n. – Kolín                                      | 73        | 20        | täglich        | 30 min.              | 60 min.              | 60 min.                | Verstärkung durch die Linien S20 und S9 (alle 15 / 30 min. auf gemeinsamen Abschnitt)                                                                                         |
| S20       | Kolín – Kutná Hora hl.n. – Čáslav (– Světlá nad Sázavou)                                                                | 59        | 15        | täglich        | 120 min.             | 60 min. (120 min.)   | 120 min.               | |
| S21       | Nymburk hl.n. – Křinec – Kopidlno (– Jičín)                                                                             | 45        | 16        | täglich        | 60 min.              | 60 min. (120 min.)   | 120 min.               | |
| S22       | Praha hlavní nádraží – Praha-Vysočany – Lysá nad Labem – Milovice nad Labem                                             | 41        | 9         | täglich        | 2 mal täglich        | 2 mal täglich        | 1 mal täglich          | |
| S23       | Čelákovice – Brandýs nad Labem (– Neratovice)                                                                           | 24        | 12        | täglich        | 60 min.              | 60 min. (120 min.)   | 60 min. (120 min.)     | |
| S25       | Nymburk hl.n. – Křinec – Městec Králové                                                                                 | 30        | 9         | Wochenende     | –                    | –                    | ~ 120 min.             | |
| S26       | Městec Králové – Chlumec nad Cidlinou                                                                                   | 14        | 5         | täglich        | 60 min.              | 120 min.             | 240 min.               | |
| S27       | Čáslav – Třemošnice | 18        | 10        | täglich        | 120 min.             | 120 min.             | 120 min.               | |
| S28       | Kutná Hora hl.n. – Zruč nad Sázavou                                                                                     | 36        | 18        | täglich        | 120 min.             | 120 min.             | 120 min.               | Verstärkerfahrten nach Kutná Hora mesto und Zbraslavice |
| S3        | Praha-Vršovice – Praha hlavní nádraží – Neratovice – Všetaty – Mělník                                                   | 50        | 15        | täglich        | 120 min.             | 120 min.             | 120 min                | einzelne Züge halten nicht in Malý Újezd |
| S3        | Praha-Vršovice – Praha hlavní nádraží – Neratovice – Všetaty – Mladá Boleslav mesto                                     | 78        | 22        | täglich        | 120 min.             | 120 min.             | 120 min.               | |
| S30       | Mladá Boleslav mesto – Bakov nad Jizerou – Turnov                                                                       | 35        | 10        | täglich        | 2 mal täglich        | 2 mal täglich        | 120 min.               | |
| S31       | Nymburk hl.n. – Mladá Boleslav mesto                                                                                    | 34        | 10        | täglich        | 60 min.              | 120 min.             | 120 min.               | |
| S32       | Lysá nad Labem – Všetaty – Mělník – Štětí                                                                               | 48        | 12 / 9    | täglich        | 120 min.             | 120 min.             | 120 min.               | |
| S33       | Mělník – Mšeno – Mladá Boleslav mesto                                                                                   | 52        | 20        | täglich        | 4 mal täglich        | 4 mal täglich        | 120 min.               | Einzelne Züge enden in Mšeno |
| S34       | Praha Masarykovo nádraží – Praha-Čakovice                                                                               | 19        | 5         | nur werktags   | 60 min.              | 60 min.              | –                      | betrieben mit historischem Wagenmaterial durch KŽC Doprava |
| S36       | Mladá Boleslav hl.n. – Dolní Bousov – Mladějov v Čechách (– Lomnice nad Popelkou)                                       | 51        | 20        | täglich        | 60–120 min.          | 60 min.              | 120 min.               | nur einzelne Züge fahren weiter bis Lomnice nad Popelkou |
| S4 / R4   | Praha Masarykovo nádraží (S4) / Praha hl.n. (R4) – Kralupy nad Vltavou (– Vraňany – Hněvice {– Ústí nad Labem – Děčín}) | 57        | 21 / 4    | täglich        | 15–30 min. (60 min.) | 60 min. (120 min.)   | 60 min. (120 min.)     | R4 bezeichnet Eilzüge (Sp) und Schnellzüge (R), die auch mit Verbundfahrkarten benutzbar sind. Diese halten nicht überall. S4 mit Linie U4 (Regiotakt Ústecký kraj) verknüpft |
| S40       | Kralupy nad Vltavou – Slaný {– Louny}                                                                                   | 20        | 10        | täglich        | 30–60 min.           | 60–120 min.          | 120 min.               | mit Linie U40 (Regiotakt Ústecký kraj) verknüpft |
| S41       | (Praha-Hostivař –) Praha-Libeň – Praha-Holešovice – Roztoky u Prahy                                                     | 21        | 6         | täglich        | 30 min.              | 60 min.              | 60 min.                | Libeň – Hostivař nur an Wochenenden |
| S43       | Neratovice – Kralupy nad Vltavou                                                                                        | 17        | 6         | täglich        | 60 min.              | 120 min.             | 120 min.               | |
| S44       | Kralupy nad Vltavou – Velvary                                                                                           | 10        | 5         | täglich        | 60 min.              | 60–120 min.          | 60–120 min.            | |
| S45       | Kladno – Kralupy nad Vltavou                                                                                            | 25        | 12        | täglich        | 60 min.              | 120 min.             | 120 min.               | einzelne verknüpfte Verbindungen S5 + S45 |
| S5 / R5   | Praha Masarykovo nádraží – Kladno (– Rakovník)                                                                          | 33 / 71   | 12 / 9    | täglich        | 15–30 min.           | 30–60 min.           | 30–60 min.             | R5 bezeichnet Eilzüge (Sp) und Schnellzüge (R), die auch mit Verbundfahrkarten benutzbar sind. Diese halten nicht überall (Kladno–Rakovník nur Linie R5)                      |
| S50       | Kladno – Rakovník | 42        | 11        | täglich        | 30–60 min.           | 60–120 min.          | 60–120 min.            | |
| S54       | Hostivice – Středokluky                                                                                                 | 9         | 5         | ?              | ?                    | ?                    | ?                      | in Betrieb seit 1. Oktober 2015 |
| S6        | Praha-Smíchov – Rudná u Prahy – Nučice (– Beroun)                                                                       | 34        | 14        | täglich        | 30 min. (60 min.)    | 60 min.              | 60 min. (240 min.)     | |
| S60       | Beroun – Zdice – Lochovice – Březnice {– Protivín}                                                                      | 57        | 14        | täglich        | 60 min.              | 120 min.             | 60–120 min.            | |
| S65       | (Praha-Smíchov Na Knížecí –) Praha-Zličín – Hostivice (– Rudná u Prahy)                                                 | 27        | 13        | täglich        | 60 min.              | 60–120 min.          | 60–120 min. (120 min.) | Hostivice–Rudná u Prahy nur unregelmäßiger Verkehr |
| S7        | (Úvaly – ) Praha hlavní nádraží – Praha-Smíchov – Radotín – Řevnice (– Karlštejn – Beroun)                              | 66        | 19        | täglich        | 10–15 min. (30 min.) | 30 min. (60 min.)    | 30 min. (30–60 min.)   | Úvaly–Praha hl.n. nur in der HVZ |
| S70       | Beroun – Zdice – Hořovice {– Plzeň hl.n.}                                                                               | 19        | 7         | täglich        | 60 min.              | 120 min.             | 60–120 min.            | |
| S75       | Rakovník – Křivoklát – Beroun                                                                                           | 44        | 15        | täglich        | 60 min.              | 120 min.             | 120 min.               | |
| S76       | Zadní Třebaň – Lochovice                                                                                                | 27        | 12        | täglich        | 120 min.             | 120–240 min.         | 120 min.               | |
| S8        | Praha hlavní nádraží – Praha-Vršovice – Vrané nad Vltavou – Čerčany                                                     | 60        | 25        | täglich        | 60 min.              | 60–120 min.          | 60–120 min.            | Verstärkung durch Linie S80 (alle 30 / 60 min. auf gemeinsamen Abschnitt) |
| S80       | Praha hlavní nádraží – Praha-Vršovice – Vrané nad Vltavou – Dobříš                                                      | 55        | 23        | täglich        | 60 min.              | 60–120 min.          | 60–120 min.            | Verstärkung durch Linie S8 (alle 30 / 60 min. auf gemeinsamen Abschnitt) |
| S88       | Čerčany – Sázava-Černé Budy {– Světlá nad Sázavou}                                                                      | 22        | 11        | täglich        | 60 min.              | 120 min.             | 120 min.               | |
| S9        | (Čelákovice – Praha-Horní Počernice –) Praha hlavní nádraží – Strančice (– Čerčany – Benešov)                           | 76        | 22        | täglich        | 15 min. (30 min.)    | 30–60 min. (60 min.) | 30 min. (30–60 min.)   | Čelákovice–Praha hl.n. nur in der HVZ |
| insgesamt | insgesamt | 933       | 295       |                |                      |                      |                        | |

( ) = nicht alle Züge dieser Linie bedienen diesen Abschnitt
{ } = Abschnitt nicht Teil des Esko-Netzes

## Fahrzeuge
Auf den mit Oberleitung elektrifizierten Strecken wird die Baureihe 471 (CityElefant) eingesetzt, wegen Fahrzeugmangel kommen auch lokbespannte Züge zum Einsatz. 2021 wurde eine Erweiterung des Fahrmaterials bis 2024 um 22 mehrsystemfähige, dreiteilige RegioPanter von Škoda Transportation für einen Einsatz nach Kralupy nad Vltavou und Beroun beschlossen. Diese lassen sich mit der Baureihe 471 koppeln. Auf nicht elektrifizierten Strecken (Bahnstrecke Beroun–Rakovník-Rudná u Prahy-Prag) sollen zehn zweiteilige RegioFox (Dieseltriebzüge) zum Einsatz kommen.
Historisch verkehrten auf den elektrifizierten Strecken bis 2009 auch Prototypen der Baureihe 470. Prägend waren die Niederflurfahrzeuge der Baureihe 451, welche von 1964 bis 2018 den Schienenverkehr prägten. Ersatzweise verkehren Regio-Nova-Triebwagen der Baureihe 814.2. 
In Tschechien besteht das Ziel eines einheitlichen Stromsystems. Hierfür soll auch der Prager Knoten vom 3 kV Gleichstrom auf den effizienteren 25 kV Wechselstrom wechseln. Die Doppelstockzüge der Baureihe 471 können nur unter Gleichstrom betrieben werden, ein Umbau zu Mehrsystemfahrzeugen wäre umständlich, obwohl nahezu baugleiche Fahrzeuge der ZSSK-Baureihe 671 in der Slowakei für beide Stromsysteme von Betriebsbeginn an fähig sind. Die für Ausschreibungen des öffentlichen Nahverkehrs zuständige Mittelböhmische Region will 2029 über den Gewinner einer Ausschreibung entscheiden, der Vertrag im Wert von 60 Milliarden Kronen (im Jahr 2023 umgerechnet etwa 2,53 Milliarden Euro). Zum Einsatz sollen auch neue Doppelstocktriebzüge (EMU400) für beide Stromsysteme zum Einsatz kommen, welche auch eine um etwa 30 Prozent höhere Kapazität für Reisende ermöglichen sollen. Die Baureihe 471 wird hierbei auf dem sich reduzierenden Gleichstromnetz letzte Leistungen erbringen und von den neuen Triebzügen verdrängt.
Auf den Linien, deren Strecken nicht vollständig elektrifiziert sind, werden Dieseltriebwagen der Baureihen 814 „Regio Nova“, 854 und 810, außerdem 809 und der Prototyp 812 eingesetzt. Auf der Bahnstrecke Čerčany–Vrané nad Vltavou (S8) kommen Diesellokomotiven mit älteren Doppelstockwagen (Bauart Bmto) und Personenwagen zum Einsatz.

## Wichtige Stationen

### Praha Masarykovo nádraží
Der Bahnhof Masaryk ist der einzige Kopfbahnhof in Prag. Hier enden sieben der Esko-Linien (S1, S2, S4, S5, R5, S20 und S34). Der Bahnhof liegt in fußläufiger Entfernung zum Stadtzentrum. Es bestehen Umsteigemöglichkeiten zur Station Náměstí Republiky der Metro-Linie B sowie zur Straßenbahn.

### Praha hlavní nádraží
Der Hauptbahnhof ist der wichtigste Fernbahnhof der Stadt. Hier verkehren auch sieben der Esko-Linien (S3, R3, R4, S7, S8, S80 und S9). Es bestehen Umsteigemöglichkeiten zur Metro-Linie C und ebenfalls zu Straßenbahnlinien und zur Buslinie AE zum Flughafen.

### Praha-Smíchov
Der Bahnhof liegt im Südwesten der Stadt. Hier bestehen Umsteigemöglichkeiten zur U-Bahn-Station Smíchovské nádraží der Metro-Linie B sowie zu Straßenbahn- und Buslinien. Der Bahnhof ist eine wichtige Station für Züge in Richtung Beroun und Pilsen. Hier halten die Züge der Linien S6 und S7.

### Praha-Vršovice
Der Bahnhof liegt an der südöstlichen Zulaufstrecke zum Hauptbahnhof im gleichnamigen Stadtteil. Von den fünf Linien (S3, R3, S8, S80 und S9), die diesen Bahnhof bedienen, enden zwei hier (S8 und S80). Auch hier bestehen Umsteigemöglichkeiten zu Bus- und Straßenbahnlinien.

### Praha-Holešovice
Der Bahnhof besaß bis vor kurzem besondere Bedeutung im Fernverkehr, da er vor Fertigstellung der Nové spojení aufgrund seiner günstigeren Lage statt des Hauptbahnhofs von den durchgehenden internationalen Fernzügen auf der Nord-Süd-Strecke (Berlin–Dresden–Prag–Brno und weiter nach Wien oder Bratislava und Budapest) angefahren wurde. Hier besteht eine Umsteigemöglichkeit zur Metro-Linie C, zu Straßenbahn- und Buslinien. Im Esko-System wird er aber nur von der tangentialen Linie S41 sowie der Expresslinie R4 bedient.